# Lianhe (socken i Kina, Sichuan)
Lianhe (kinesiska: 联合苗族乡, 联合) är en socken i Kina. Den ligger i provinsen Sichuan, i den sydvästra delen av landet, omkring 310 kilometer söder om provinshuvudstaden Chengdu. Antalet invånare är 7 351. Befolkningen består av 3 415 kvinnor och 3 936 män. Barn under 15 år utgör 31 %, vuxna 15-64 år 60 %, och äldre över 65 år 8,0 %.
Genomsnittlig årsnederbörd är 1 132 millimeter. Den regnigaste månaden är juli, med i genomsnitt 239 mm nederbörd, och den torraste är december, med 14 mm nederbörd.